# Palazzo Zaguri

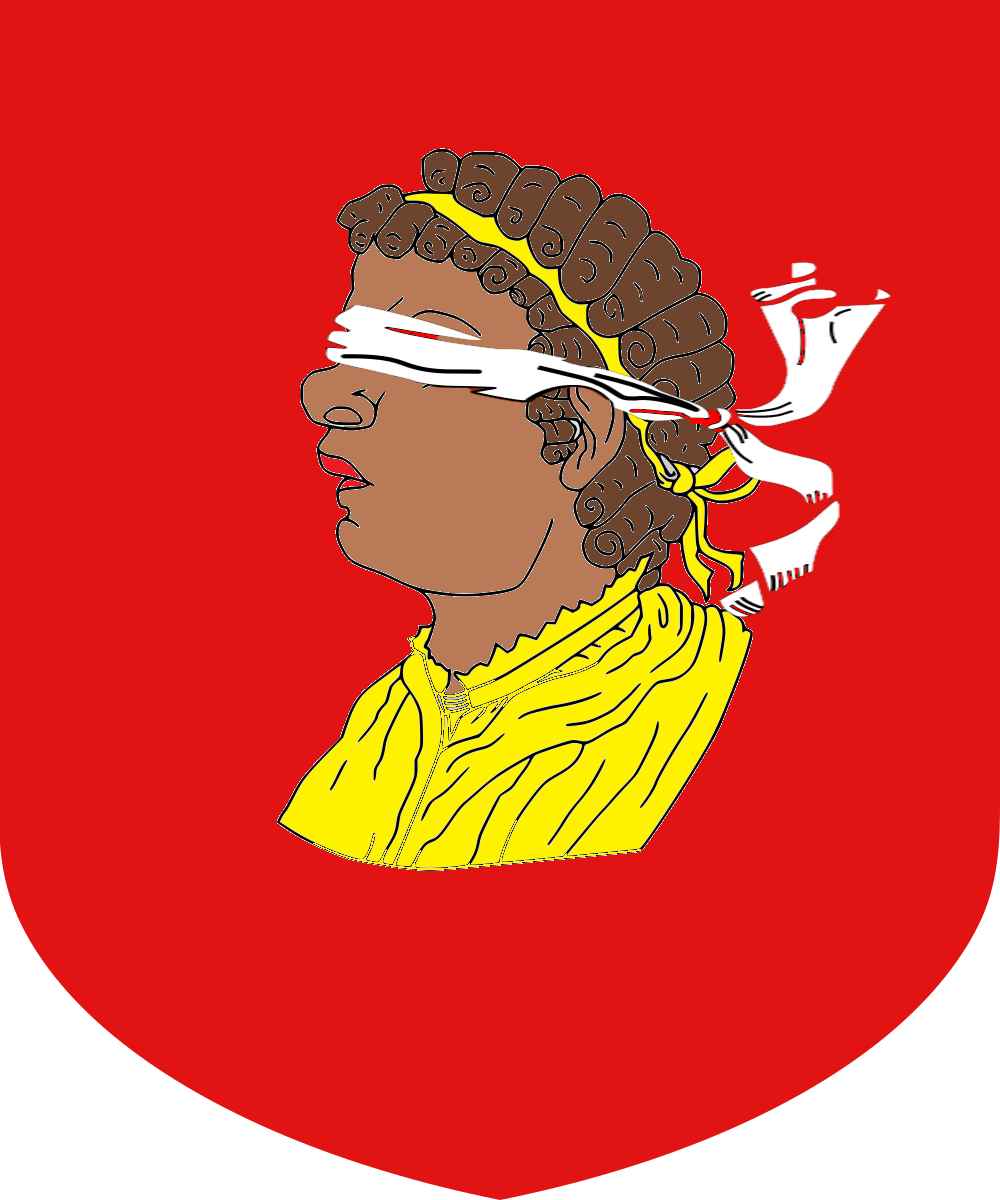
Stemma Zaguri

Palazzo Zaguri, già noto come Palazzo Pasqualini, è un palazzo veneziano del XIV secolo, situato in campo San Maurizio, nel sestiere di San Marco. L'edificio chiude il campo a est, dando il nome al ponte adiacente che collega l'area di San Maurizio a quella di Santa Maria del Giglio.

## Storia
Il palazzo fu eretto tra il XIV e il XV secolo per volontà della famiglia cittadina Pasqualini, originaria di Milano, che accumulò molte ricchezze con il commercio della seta. Le vicende della fondazione del palazzo, oltre a essere raccontate dalle cronache dell'epoca, sono testimoniate anche dallo stemma araldico dei Pasqualini ancora visibile sopra la facciata, che reca la lettera P con tre sbarre sottoposte. Un altro simbolo gentilizio della famiglia è visibile sopra l'anello del pozzo che si trova nel cortile interno.
I Pasqualini, sensibili al richiamo dell'arte, commissionarono molte sculture e dipinti ad artisti rinomati attivi a Venezia tra il 1400 e il 1500. Nel giro di pochi decenni crearono così un'importante collezione d'arte, ospitata nelle stanze del proprio palazzo di campo San Maurizio. Tra le opere della collezione Pasqualini spiccavano alcuni dipinti di Gentile da Fabriano, alcune opere della bottega del Tiziano, e un paio di ritratti, dipinti entrambi nel 1475 da Antonello da Messina durante il suo soggiorno veneziano: il ritratto del ricco gioielliere veneziano Michele Vianello, e quello di un membro della famiglia, Alvise Pasqualini. Il celebre studioso d'arte del XVI secolo Marcantonio Michiel lasciò testimonianza della magnificenza della pinacoteca con parole entusiaste. 
Descrisse la presenza di un grande quadro relativo all'ultima cena, che attribuisce alla bottega di Tiziano: parte di esso, raffigurante una testa ritratta in una posizione naturale, era stata realizzata dal Giorgione. Aggiunge notizie relative a opere realizzate da Gentile da Fabriano: uno stucco dorato e a un ritratto di un giovine in abito da chierico. Pure una testa di S. Giacomo fu realizzata dalla bottega del Giorgione, sfruttando il ritratto di Cristo a S. Rocco, mentre Giovanni Bellini realizzò una mezza figura della Madonna con il Bambino. Due teste, l'una di M. Alvise Pasqualino padre di M. Antonio, l'altra di Michiel Vianello, furono realizzate da Antonello da Messina nel 1475: ne descrive la vivacità dello sguardo. 
Il palazzo Pasqualini nel 1496 ospitò per un lungo periodo il principe montenegrino Giorgio Cernovich e la sua consorte (figlia di Antonio Erizzo), in fuga dal suo principato. A causa di un complotto ordito dal fratello, le terre nel nord dell'Albania del principe furono prese dai Turchi. Il principe si rifugiò così a Venezia dove si stabilì e dove gli fu concesso l'accesso al patriziato cittadino.
I Pasqualini mantennero la proprietà del palazzo fino al 1521, quando Antonio Pasqualini lo vendette per 5400 ducati ad Alvise Priuli. Passando così la proprietà a un ramo dei Priuli, nel 1565 una parte del palazzo venne venduta da Giacomo Priuli, nipote di Alvise, al celebre giureconsulto Vincenzo Pellegrini, la cui sorella Marina aveva sposato in prime nozze Girolamo Zaguri. Alla famiglia di quest'ultimo, gli Zaguri, per disposizione testamentaria passò la proprietà di questa parte del palazzo. L'altra parte del palazzo rimase ai Priuli ancora per un paio di secoli, e fu ceduta nel XVIII secolo agli stessi Zaguri, che nel 1740 "poterono dichiarare ai Dieci Savii sopra le Decime di possedere l'intero palazzo".
La famiglia Zaguri, alla quale si deve il nome attuale del palazzo, era originaria di Cattaro, dove era conosciuta con il cognome Saraceni. Gli Zaguri si trasferirono a Venezia verso la fine del XV secolo. Nel 1504 ottennero la cittadinanza veneziana, e nel 1646 il patriziato. All'inizio del XIX secolo Pietro Antonio Zaguri fece ricostruire la chiesa di San Maurizio, non distante dal palazzo. La famiglia Zaguri si estinse nel 1810, con la morte dell'ultimo discendente della linea maschile, il letterato Pietro II Marco Zaguri. Il palazzo passò così di proprietà ai Braganze, e nel XX secolo al comune di Venezia, che nel 2007 lo ha messo in vendita. Oggi il palazzo è nuovamente di proprietà privata.
Recenti lavori hanno permesso di ritrovare integro parte di un pozzo presente in alcune mappe cinquecentesche.

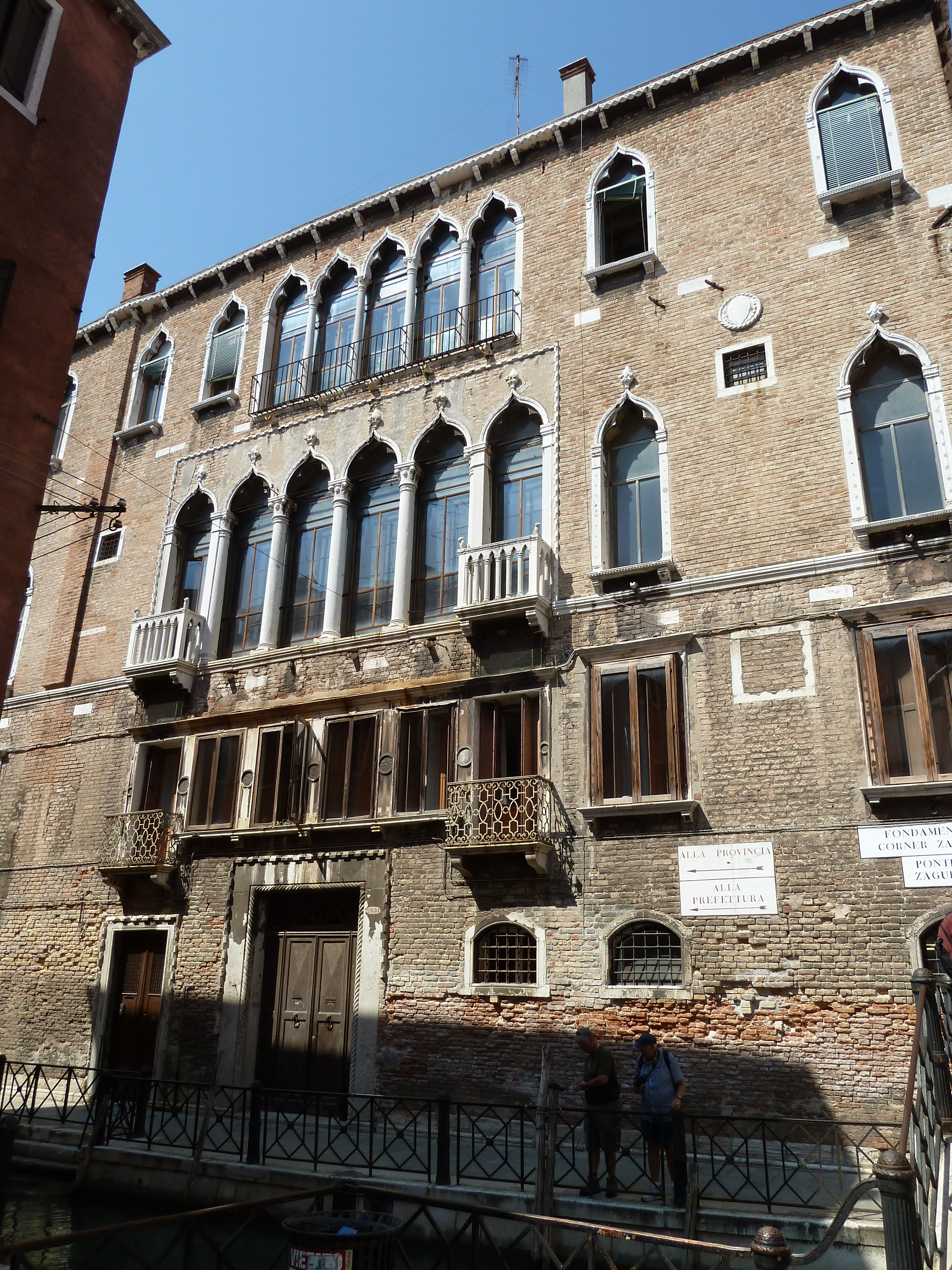
La facciata posteriore

## Architettura
L'edificio è caratterizzato dalla straordinaria presenza di due facciate di pari o quasi uguale importanza, entrambe in stile stile gotico: una si affaccia sul Campo San Maurizio, l'altra su fondamenta Corner Zaguri. Edificio gotico della fine del XIV secolo, ha perso qualche caratteristica originaria, specialmente nel piano terra. 
- Facciata anteriore: affacciata sul campo San Maurizio: presenta due polifore, delle quali la più prestigiosa è quella inferiore. Caratterizzata dalla presenza di cinque fori, è affiancata da numerose altre monofore. Si affaccia su Palazzo Molin e Palazzo Bellavite. All'estremità destra della facciata si apre un portale archiacuto.
- Facciata posteriore: affacciata su fondamenta Corner Zaguri: presenta i resti di una cavana, indizio della posteriorità della via pedonale su cui insiste[10], e due polifore tra le quali spicca l'imponente quadrifora del primo piano nobile, affiancata da due monofore che la fanno sembrare un'esafora: riquadrata con un fregio a scacchi, è divisa con tre colonne con capitelli a rosetta e da due pilastri laterali.